# Powiat Polgár
Powiat Polgár (węg. Polgári kistérség) – jeden z dziewięciu powiatów komitatu Hajdú-Bihar na Węgrzech. Siedzibą władz jest miasto Polgár.

## Miejscowości powiatu Polgár
- Folyás
- Görbeháza
- Polgár
- Tiszagyulaháza
- Újszentmargita
- Újtikos